# サイフォンフィルター
『サイフォン・フィルター』（Syphon Filter）は、1999年、アメリカの989 StudiosとSCEベンドスタジオ（旧名：Eidetic）が開発し、2月17日にPlayStationで発売されたTPSのアクションゲームである。日本では1999年8月12日にスパイクから発売された。日本未発売だが続編に『サイフォン・フィルター2』（2000年）と『サイフォン・フィルター3』（2001年）、がPlayStationにて発売されており、さらにPlayStation 2にSyphon Filter: The Omega Strain（2004年）、PlayStation PortableにSyphon Filter: Dark Mirror（2006年）とSyphon Filter: Logan's Shadow（2007年）、PlayStation NetworkにSyphon Filter: Combat Ops（2007年）が出ている。

## 概要
主人公のガブリエル"ゲイブ"・ローガンが悪魔の生物兵器「サイフォン・フィルター」を所有するエリック・ローマー率いる凶悪な軍事テロ集団「ブラックバトン」に立ち向かうステルス系のサードパーソン・シューター（三人称シューティングゲーム）である。
当時のサードパーソン・シューターでは特定の敵しか弾薬を落とさないことも多いが、本ゲームでは敵を倒すと必ず所持していた武器を落とし、そこから弾を回収できるため、よほどの無駄撃ちをしない限り弾切れになる可能性は低い。
ステージのシチュエーションは一般的な銃撃戦から潜入ミッション(見つかると即座に失敗するパターンや、見つかると敵が無限に出現するが強行突破が可能なパターンなどがある)、制限時間内での脱出や爆弾の解除、敵同士が撃ちあう中での探索任務など多種多様である。

## あらすじ
1994年12月アメリカロサンゼルスの製薬会社ファルコン社の研究室において、開発中の奇病のワクチンサンプルの組成をチェックしていた若い研究者は恐れおののく。それは致死率100%の殺人ウイルスだった。
翌朝、同僚が出勤すると研究室はすでにもぬけの殻であった。
アメリカ政府の秘密組織IPCAのエージェントの工作員ガブリエル"ゲイブ"・ローガンとリアン・シンの2人は、中米コスタリカの海岸付近の密林で、エリック・ローマー率いる凶悪な軍事テロ集団「ブラックバトン」壊滅の為調査任務に当たっていた。
しかし2人が麻薬工場と思われる施設にたどり着いたときにはすでに証拠隠滅のため周辺は焼き払われており、そこから麻薬精製のためのものとは思えない機材の残骸が発見される。
ゲイブは生物兵器が使用されることを心配する。
そして不安は現実となり、ネパールで周囲100マイルが全滅する事態が引き起こされる。
時は過ぎ1999年、ワシントンD.C.は「ブラックバトン」により制圧されていた。このテロ集団はファルコン社の殺人ウイルスに手を加えた悪魔のウイルス兵器「サイフォン・フィルター」を盾に政府を威嚇していた。
合衆国政府はこの事態を収拾するため、天使の名を持つ悪魔の兵士、ガブリエル・ローガン中将の作戦投入を決断した……。

## 主な登場人物

### アメリカ政府関係者
ガブリエル " ゲイブ"・ローガン  Gabriel "Gabe" Logan
英/吹き替え：千葉繁
主人公。IPCAのトップ・エージェントで常に単独で行動する特別捜査官。陸軍の特殊部隊に所属し、湾岸戦争に従事。大統領護衛の任務の後、IPCAに帰属した。任務を尊重しながら臨機応変に行動する。ニュージャージー州カムデン出身。35歳。
リアン・シン  Lian Xing
英/吹き替え：加藤優子
IPCAに所属。ローガンに通信で指示を与える女性。日本版ではサンフランシスコ出身。29歳。ゲイブの信頼は厚く、彼女が拉致された際に代わりの通信要員の起用を提案されるも拒否している。拉致された後は改良型のサイフォン・フィルターに感染させられるもゲイブにより救出され、終盤再び通信指示を行う。
トーマス・マーキンソン  Thomas Markinson
英/吹き替え：堀勝之祐
情報局長官。マサチューセッツ州ケンブリッジ出身。52歳。リアンが拉致されている間、自ら無線で指示も出している。最終ミッションでコスタリカの作戦時から既にブラックバトンと結託していることをゲイブに明かすも、その直後ローマーに殺される。
エドワード・ベントン Edward Benton
英/吹き替え：糸博
情報局副長官。イリノイ州シカゴ出身。47歳。中盤、ブラックバトンと結託していたことが判明しゲイブとの銃撃戦の末、死亡。
エリス  Ellis
IPCAに所属。コスタリカの麻薬農園調査任務で、「ブラックバトン」の首領ローマーに見つかり、アラモフに処刑される。
ジェンキンス  Jenkins
IPCAに所属。無線通信の中でのみ登場し、ゲーム中姿を現すことはなく、ベントンの裏切りのため「ブラックバトン」との戦闘中に死亡した。
CBDC
序盤ミッションやエンディングムービーなどで登場する黄色い防護服に身を包んだ危険物処理チーム。
彼らを誤って殺してしまうと、作戦失敗になり直前に通過したチェックポイントまで戻される。
謎の人物
オープニングムービーでマーキンソンに問いかけられた際に返答する人物で顔も名前も登場しない。
エンディングムービーで「ブラックバトン」のアラモフと結託してサイフォン・フィルターの横取りを企んでいることがわかる。正体は3で判明した。

### ブラックバトン
エリック・ローマー Erich Rhoemer
英/吹き替え：梁田清之
国際軍事テロ集団「ブラックバトン」の首領。ドイツ国籍の35歳。
マーラ・アラモフ  Mara Aramov
英/吹き替え：山口由里子
「ブラックバトン」に所属する元KGBの暗殺エキスパートの女性。ロシア国籍。32歳。実は、アメリカ政府関係者とも内通しており、終盤はブラックバトンを裏切り、サイフォン・フィルターを我が物にしようとする。
パベル・クラビッチ Pavel Kravitch
英/吹き替え：酒井哲也
「ブラックバトン」に所属するローマーの部下。「ブラックバトン」の通信関係を担当。
ジョルジ・マルコス  Jorge Marcos
「ブラックバトン」に所属するローマーの部下。ヒスパニック系。
ウラジスラフ・ガブレク  Vladislav Gabrek
「ブラックバトン」に所属するローマーの部下。ロシア国籍。「ブラックバトン」のアジトの一つ、カザフスタンの放棄された旧ソ連軍基地跡で司令官を務める。
アレク  カバノフ Akek Kabanov
英/吹き替え：酒井哲也
「ブラックバトン」に所属するローマーの部下。ロシア国籍。「ブラックバトン」のアジトの一つ、東ヨーロッパ某所で放棄された大きな教会跡を改造した「サイフォン・フィルター」の研究所管理人を務める。
アントン・ギルドー  Anton Girdeux
英/吹き替え：酒井哲也
「ブラックバトン」に所属するローマーの部下。全身を防護服で包み、火炎放射器で攻撃してくる。フランス国籍。29歳。

### ファルコン社
ジョナサン・ファーガン  Jonathan Phagan
英/吹き替え：八木光生
ファルコン社の創設者。ローマーと手を組み「サイフォン・フィルター」の研究に携わるものの、ブラックバトンに裏切られ最後はアラモフに射殺された。アメリカ出身。65歳。
リチャード・エリクソン  Richard Erikson
英/吹き替え：糸博
ファルコン社のヨーロッパ支局長。「ファルコン社」が管理している、カザフスタンに廃棄された旧ソ連軍倉庫街に潜んでいる。

## 用語
サイフォン・フィルター
このゲームもう1つの主人公ともいえる悪魔的生物兵器。
前述のとおり、ファルコム社が奇病を治すワクチンの名目の裏でひそかに開発した殺人ウイルスがベースで、潜伏期間3時間・死亡率100%という凄まじい威力を持つ。
その後、遺伝子をプログラムすることで潜伏期間の調整を可能とし兵器としての完成度を高めている。（リアンが改良型のサイフォン・フィルターに感染させられるも、死亡せずに生還できたのもそのため）
ファルコム社が開発を行い、ブラックバトンが改良を行ったものの、兵器としての有効性のため独り占めを狙う勢力によってブラックバトンが仲間割れを起こす原因にもなる。
また、ベントンやマーキンソンの行動からアメリカ政府関係者の一部もこのウイルスを狙っていることが明らかになっている。

## システム
ARMOR／HEALTHゲージ
ゲイブ自身と防弾ジャケットの耐久力を表す。ダメージを受けるとARMORゲージが減少し0になると、ゲイブの生命を表すHEALTHゲージに切り替わりこれも0になるとゲームオーバーになる。ARMORゲージはアイテムの取得によって回復できるがHEALTHゲージは大きく場面転換するような特定のタイミングでしか回復しない。また炎など特定のダメージはHEALTHに直接ダメージを受ける。
DANGERゲージ
被弾確率を表すゲージで敵に目視されたり銃撃される事で上昇、物陰に隠れたり射線から外れるなどの行動で低下する。DANGERゲージが一杯になるまで敵弾は命中しないが、複数の敵に集中射撃を浴びせられれば瞬く間に満タンになり、また爆発など一部ダメージはDANGERゲージの効果では回避できないので過信は禁物。
TARGETゲージ
敵への攻撃の命中率を表し、高いほど弾が当たりやすくなる。射線が通っているかの目安にもなる。
レーダー
向いている方向とゲイブの周囲に存在する人物や重要オブジェクトの位置を表示する。敵は基本敵に一度視界に収めるなどして存在を察知した者のみが表示される。
オート照準・マニュアル照準
ゲームでは2種類の照準が用意されている。
オート照準
敵がいる状態でR1ボタンを押すと自動的に敵をロックする照準で、敵が複数いる時は素早くR1ボタンを操作することで違う敵をロックすることが可能。
主に胴体部分を狙うため防弾ジャケットを装備した敵にはダメージが通りにくい。
マニュアル照準
L1ボタンを押すと主観視点となり、手動で狙いを定めて発砲できる。照準操作中は移動できないが、L2かR2ボタンで覗き込み（リーン）が使用可能。
ヘッドショットはマニュアル照準でないと発生しない。
スコープが搭載されている兵器でマニュアル照準を使用した場合、ズームイン／ズームアウトが使用できる。
弾道はほとんどずれないため、敵が表示される範囲ならば拳銃で長距離狙撃も可能。
ヘッドショット
マニュアル照準でサイトを敵の頭部に正確に合わせるとHEADSHOTの表示が点灯し、このとき発砲すれば1発で敵を倒すことができる。
本作のヘッドショットは弾の節約や敵の迅速な排除の意味だけでなく、防弾ジャケットを装備した敵をヘッドショットすればARMORを回復するFLAK JACKETを落とすため攻略上重要な意味を持つ。
本作ではゲイブがヘッドショットで倒されることはない。

## 武器
様々な種類の武器が登場するので、種類毎に分けて紹介する。なお、ミッションによって使用可能な武器は限られており、スタート時に持っていないものは現地調達となる。
装弾数の弾を使い切るとリロードが発生して大きな隙が生まれる（手動リロードも可能）。

### 拳銃
本作では拳銃はプレイヤーおよび敵兵ともにすべて片手撃ち。そのため、オート照準時360度の方向で対処可能なため、真後ろに現れた敵にも即座に対応可能。
SILENCED 9MM
グロック19にサイレンサーを装備した拳銃で、ゲイブの基本装備。
9mm弾の威力は弱いものの、ヘッドショットならば1発で仕留めることが可能。敵にも発砲音を気づかれにくいので潜入ミッションでは欠かせない装備。装弾数は15発。
.45
M1911の装弾数を増やした改良型45口径拳銃で、殺傷能力が高い。その分、連射能力は9mm拳銃より劣り、かつ装弾数も少ないが殺傷能力の大きさで十分カバーすることが可能なため、味方の援護や多数の敵が現れた際に極めて有効である。装弾数は10発。

### サブマシンガン
本作のサブマシンガンは拳銃同様、プレイヤーおよび敵兵ともに片手撃ち。オート照準時360度の方向で対処可能なため、真後ろに現れた敵にも即座に対応可能な点も拳銃と同じ。
HK-5
H&K MP5の短縮モデルMP5Kがモデルのサブマシンガン。SILENCED 9MMと同じ9mm弾を使うはずであるが、このゲーム上ではHK-5のほうがSILENCED 9MMより単発での威力が高いのが特徴。装弾数はなぜかUZIの装弾数である32発。
G-18
グロック18のことで、実銃は1分間の発射速度1,200発というかなり早い連射能力を持っているが、本ゲームでも実銃同様にその他のフルオート発射が可能な武器に比べ、かなり連射能力が高いのが特徴。単発での威力はSILENCED 9MMと同じであるが、驚異的な連射能力がそれを補う。装弾数は33発。
BIZ-2
PP-19 Bizonのスパイラルマガジンタイプ。実銃同様にマガジンの構造上、装弾数が通常の武器に比べてかなり多いのが特徴。9x19mmパラベラム弾と比べると貫通力に優れた7.62x25mmトカレフ弾を使用する影響か、上記2種に比べて威力が高いのも特徴。装弾数は66発。

### アサルトライフル
本作のアサルトライフルはK3G4を除いて、プレイヤーおよび敵兵ともに両手撃ち。そのため、オート照準時は体の向きを変えない場合は180度の方向でしか対処できないため、真後ろに現れた敵には体の向きを変える必要がある。
さらに全種類、単発での発射は不可能で、3バースト（3点射）かフルオートでのみ発射可能。弾の威力もサブマシンガンよりなぜか低めに設定されている。
M-16
その名の通りM16である。装弾数は30発。
PK-102
PKと名がつき、かつ外観CGがわかりにくいものの、AK-102がモデルである。ゲーム中ではM-16と性能は変わらず、装弾数は30発。
K3G4
H&K G3のカービンモデルG3KA4がモデルのアサルトライフル。上記2種とは異なり、アサルトライフルでは例外的に片手撃ちの銃。単発の威力が低いものの、唯一防弾ジャケットを貫通することが可能なため、かなり強力な武器である。装弾数は20発。本作ではこの武器は敵兵は持っていないため、マップ内に設置されたアイテムボックスからのみ入手可能。

### ショットガン
本作のショットガンは散弾ではなく単発弾（スラッグ弾）を使用する。威力はかなり高く、防弾ジャケット未装備兵なら1発で、防弾ジャケット装備兵でも正確に狙えば3発または4発で倒すことが可能。アサルトライフル同様にプレイヤーおよび敵兵ともに両手撃ち。オート照準時は真後ろに現れた敵には体の向きを変える必要があるのもアサルトライフルと同様である。
1発毎に弾を込めるため装弾数が無く、連射はしにくいがマガジンの残弾を気にせず使えるのも特徴。
SHOTGUN
ストックがない、ピストルグリップを装備したポンプアクションのショットガン。正確に狙えば防弾ジャケット装備兵も4発で倒すことが可能。
ポンプアクションであるが、発射ボタンを押し続けていると連射速度は遅いものの連射（スラムファイア）が可能。
最大所有弾薬数は25発。
COMBAT SHOTGUN
外観はSHOTGUNと比較してチューブ型弾倉を延長し、グリップを銃床一体型にしたタイプのポンプアクションショットガン。威力もSHOTGUNより上がっており、正確に狙えば防弾ジャケット装備兵も3発で倒すことが可能。
最大所有弾薬数も30発と上がっているものの、発射は1発ずつ発射ボタンを押しなおす必要があり、連射能力は落ちている。

### 狙撃銃
スコープが搭載された狙撃銃。前述のとおりマニュアル照準ではズームができるため遠距離狙撃が容易で、サイレンサーも装備しているので敵に気づかれにくい。ただし、弾の威力はアサルトライフル同様にサブマシンガンより低めに設定されており、連射性能も低い。
SNIPER RIFLE
ゲイブの初期装備の1つ。
前述のとおりサイレンサーを装備しているので、潜入ミッションではSILENCED 9MMとともに欠かせない装備品である。装弾数は10発。
2以降は外観CGが変更されている。
NIGHTVISION RIFLE
暗視装置が搭載されたスコープを装着した狙撃銃。SNIPER RIFLE同様、サイレンサーも装備されており、暗闇でも遠距離から安全に敵兵を葬ることが可能。なお、単発の威力もSNIPER RIFLEより若干上がっているものの、代わりに連射能力は下がっている。装弾数は10発。
モデルはドラグノフ狙撃銃。

### グレネード
いわゆる手榴弾。敵兵の中にも使用する者がいるが、倒しても持っている銃しか落とさないので補充はアイテムボックスでのみ可能。オート照準で投げつけると大きな山なりの放物線を描くため、狭い空間で投げると自爆する可能性がある。
GRENADE
普通の手榴弾で、爆発地点から半径3m以内の敵を倒すことが可能。爆発に巻き込まれれば即死するため、使用する際には注意が必要。
敵兵にも使用者がいる（敵兵も自爆することがある）。
モデルはM67で、最大所有可能数は10個。
GAS GRENADE
爆発の代わりに致死性の神経ガスを放出する手榴弾。複数の敵を同時に音も無く倒すことができる。
緑色をしたガスはしばらくその場に留まり、ガスが消えないうちに接近すると自分も即死する。最大所有可能数は10個。
敵の使用者はガブレクのみだが、ガブレクは潜入ミッションに登場するため、発見されなければ敵が使用するのを見る機会は無い。モデルはM18発煙手榴弾。

### グレネードランチャー
グレネードランチャーは、本ゲームで最大の破壊力を誇る武器である。
M-79
M79は、GRENADEより威力が強力で着弾地点から5m以内の敵を倒すことが可能。GRENADE同様に爆発に巻き込まれると即死するため、使用する際は注意が必要。最大所有可能弾数は15発。
敵の使用者は最終ボスであるローマーのみ。

### その他
上記武器のほかに、下記2種の武器が登場する。
TASER
ワイヤー針タイプで、ゲイブの標準装備。使用制限はないので何度でも使用可能。他の武器の弾が尽きた場合、この武器のみで戦うこととなる。
ワイヤー針を敵に突き刺して500,000ボルトの電流を流す武器で、電流を流し続けると敵から煙が出始め、やがて燃え出す。仕留めるには煙が出るまで電流を流し続ける必要があるので多少の時間がかかる。
電流を流されている敵は動けないため、敵が防弾ジャケットを装備しておらず、かつ1対1の状態であれば非常に便利な武器であるが、仕留めるのに時間がかかるため複数の敵兵を相手にするのには向かない。
敵が炎上した場合、不用意に近づくと自身が引火してしまう危険もある。
C-4爆弾
その名の通りC-4爆弾である。
一応武器として紹介されているが、本作では敵への攻撃方法としては使用はできず、特定のミッションをクリアするためのキーアイテムである。

## アイテム
ゲーム中には下記のアイテムも登場する。
FLASHLIGHT
ゲイブの標準装備の一つでその名の通り円筒形の懐中電灯である。
暗闇を照らすことができ、隠された物や通路を探す際に威力を発揮する。
FLAK JACKET
防弾チョッキのことで、ARMORゲージを増加させるいわゆる回復アイテム。
ARMORゲージが無くなればHEALTHゲージにダメージを受けるが、HEALTHゲージはARMORゲージより銃撃での減少が大きいうえ、ミッション5→6の時のようにステージが大きく変わらない限り回復できないので、こまめなARMORの回復は重要。
銃撃は防ぐが炎や爆風には効果がないので注意。
アイテムボックスから入手した場合は「ARMORゲージ」がすべて回復するが、敵兵が落としたものの回復量は1/3程度。
CARDKEY
一部のミッションでは進行ルート上の扉に鍵がかかっており、カードキーで開錠する必要がある。
カードキーは主に特定の敵兵が所持しており、その敵を倒して奪う必要がある。
X-RAY SCANNER
ファルコム社のエリクソンが持っていたX線を利用する探知装置で、コンテナに隠されたサイフォン・フィルターサンプルの捜索に必要。
DRUG
サイフォン・フィルターに感染させられた被害者を救助するためのワクチンがセットされた拳銃型の注射器。改良型サイフォン・フィルターは除去できない。
アイテムボックス
マップの各所に置いてあるアイテムが入った箱。武器やFLAK JACKETなどが入っており、中に入っている武器の所持弾数やARMORゲージが最大まで補充される。
発信機
ゲームの説明書および攻略本には乗っていないがゲーム進行中に必ず使用するので紹介する。
無線とランプの点滅で危険物の位置をCBDCに知らせるためのマーカー。
X-RAY SCANNERでサイフォン・フィルターの保管場所を発見した際、チェックポイントと同じ音楽が流れるが、発信機を取り付けるまではチェックポイント通過扱いにならないので注意。

## 2と3について
日本版未販売の2および3は本作の続きが描かれているため、簡単なあらすじを記載する。
Syphon Filter2
（Syphon Filterのエンディングの続きから始まる）
ローマーを倒したゲイブ。アラモフは拘束され、Chance中尉が指揮するCBDCがサイフォン・フィルターを回収作業中、突如として現れたアメリカ政府関係者Morgan(＝上記の主な登場人物で紹介した謎の人物の一味)が指揮する武装部隊に襲われる。ゲイブは返り討ちにするものの、サイフォン・フィルターに感染させられていたリアンは拉致されコロラド州の空軍基地内にある病院に監禁される。そして、ゲイブとリアンはサイフォン・フィルターを横取りし、中国の勢力に売却を企むアメリカ政府関係者によってテロリストとして手配されてしまい追われる羽目となる。
ゲイブはMorganをはじめ、サイフォン・フィルターの横取りを企む政府関係者を追い詰めるべく新たな情報司令官 Teresaや協力者 Mujariとともに行動を開始する。
一方、リアンも行動を開始し、まずは監禁先から脱出しゲイブと合流。その後、共に行動するがサイフォン・フィルターに感染していたためついに倒れる。
リアンを助けるため、ゲイブは単身で一味であるStevensの本拠地である細菌研究所に乗り込む…
Syphon Filter3
（Syphon Filter2のエンディングの続きから始まる）
様々な障害を乗り越え、サイフォン・フィルターの横取りし、売却を企むMorganやStevensを倒したゲイブ。リアンもサイフォン・フィルターのワクチンを与えられ無事に完治するものの、CBDCの指揮官でありながら裏切り者のChanceためTeresaが犠牲になる。そしてゲイブとリアン、MujariはTeresaの墓前で悲しみに包まれる。
その後、アメリカの裁判所でHaddenによるサイフォン・フィルターにまつわる事件の証人喚問が行われ、ゲイブとリアンは顛末を証言し、その証言内容の回想という形でゲームは進んでいく。
裁判が進むにつれ明らかになる真相、そして思わぬ展開に進んでゆく…。
3以降は「サイフォン・フィルター」という名前は残るものの、登場人物が引き継がれたのみでこの生物兵器は登場しない。